# Яструбки
Яструбки́ (до 1948 — Джалаїр, крим. Calayır) — село Білогірського району Автономної Республіки Крим.

## Опис
Відстань від райцентру до населеного пункта становить 26 кілометрів по прямій.
За даними сільради на 2009 рік, село займало площу 131,1 га, на якій у 121 дворі проживало 340 осіб.

## Історія
В останній період Кримського ханства Тжелаїр Чоту входив до Карасубазарського кадилика Карасубазарського каймаканства, перша документальна згадка села зустрічається в Камеральному Описі Криму… 1784 року.
18 травня 1948 року указом Президії Верховної Ради РРФСР Джалаїр перейменували на Яструбки.